# Rameau (krater)
För andra betydelser, se Rameau.
Rameau är en nedslagskrater på planeten Merkurius. Rameau är ungefär 58 kilometer i diameter.
1976 namngavs den efter den franske kompositören Jean-Philippe Rameau.